# Yuji Sugano
Yuji Sugano (n. 14 aprilie 1961) este un fost fotbalist japonez.

## Statistici
| Japonia | Japonia | Japonia |
| An      | Meciuri | Goluri  |
| ------- | ------- | ------- |
| 1988    | 1       | 0       |
| Total   | 1       | 0       |